# Mentzelia perennis
Mentzelia perennis är en brännreveväxtart som beskrevs av Elmer Ottis Wooton. Mentzelia perennis ingår i släktet Mentzelia och familjen brännreveväxter. Inga underarter finns listade i Catalogue of Life.